# Dieter Böhmdorfer
Dieter Böhmdorfer (* 11. Mai 1943 in Trautenau, Reichsgau Sudetenland) ist ein österreichischer Rechtsanwalt und Politiker. Er war vom 29. Februar 2000 bis zum 25. Juni 2004 österreichischer Justizminister.

## Leben
Dieter Böhmdorfer, der einer sudetendeutschen Arztfamilie entstammt, studierte nach Besuch der Volksschule und des Realgymnasiums in Wien Rechtswissenschaften an der Universität Wien von 1962 bis 1967 (Abschluss mit Promotion). Während seines Studiums wurde er Mitglied der Akademischen Burschenschaft Alemannia Wien, später auch der 1971 gegründeten Akademischen Burschenschaft Südmark Wien.
Von 1973 bis 2000 war er als selbständiger Rechtsanwalt tätig. Als langjähriger Anwalt des ehemaligen FPÖ-Obmannes Jörg Haider, der wie Böhmdorfer Mitglied der Wiener Burschenschaft Südmark war, führte er zahlreiche Prozesse gegen Kritiker Haiders.
Im Jahr 2000 wurde Böhmdorfer, der zwar nicht Parteimitglied ist, sich aber zur „freiheitlichen Gesinnungsgemeinschaft“ bekennt, als Nachfolger Michael Krügers zum Justizminister berufen. Die Amtsführung Böhmdorfers stieß auf heftige Kritik von Seiten der Opposition und der Richter und Staatsanwälte. So gab es während seiner Amtszeit sieben Misstrauensanträge der Opposition im Nationalrat gegen ihn.
Ebenfalls heftig kritisiert wurde er für sein allzu freundschaftliches Verhältnis zu seinem langjährigen Klienten Jörg Haider: Im Zuge der „Spitzelaffäre“ bezeichnete Böhmdorfer Haider als „über jeden Verdacht erhaben“. Den infolge des Regierungseintrittes der FPÖ verhängten „Sanktionen“ der EU-14 gegen Österreich vorgebrachten Vorschlag Haiders, Volksvertreter, die den Interessen des Staates zuwiderhandelten, mit Sanktionen zu bestrafen, hielt Böhmdorfer für „sicherlich verfolgenswert“ und wurde für diese Aussage im Jahr 2000 als einziges Regierungsmitglied namentlich im sogenannten Weisenbericht kritisiert. Am 6. Juni 2003 wurde der Jugendgerichtshof durch Dieter Böhmdorfer aufgelöst.
Im Kabinett Schüssel II musste er das Ressort für Konsumentenschutz wieder abgeben.
Im Zuge der Regierungsumbildung nach den historischen Stimmenverlusten der FPÖ bei der Wahl zum Europäischen Parlament am 13. Juni 2004 wurde Böhmdorfer durch die Juristin und bisherige Kärntner Landesbeamtin Karin Miklautsch abgelöst. Böhmdorfer nahm seine frühere Tätigkeit als Rechtsanwalt wieder auf und ist seit 2011 Partner der Rechtsanwaltskanzlei Böhmdorfer-Schender, welche er gemeinsam mit Rüdiger Schender betreibt.
2016 vertrat Böhmdorfer die FPÖ bei ihrer erfolgreichen Anfechtung der durch Norbert Hofer knapp verlorenen Bundespräsidentenwahl in Österreich 2016 beim Verfassungsgerichtshof.

## Auszeichnungen
- 2000 Big Brother Award, Lifetime Achievement, für sein Wirken, Rechtsprechung als Großen Bruder gegen Kritik und freie Meinungsäußerung zu mobilisieren (Negativpreis)
- 2003 Großes Goldenes Ehrenzeichen am Bande für Verdienste um die Republik Österreich[6]